# تگزاس مانثلی

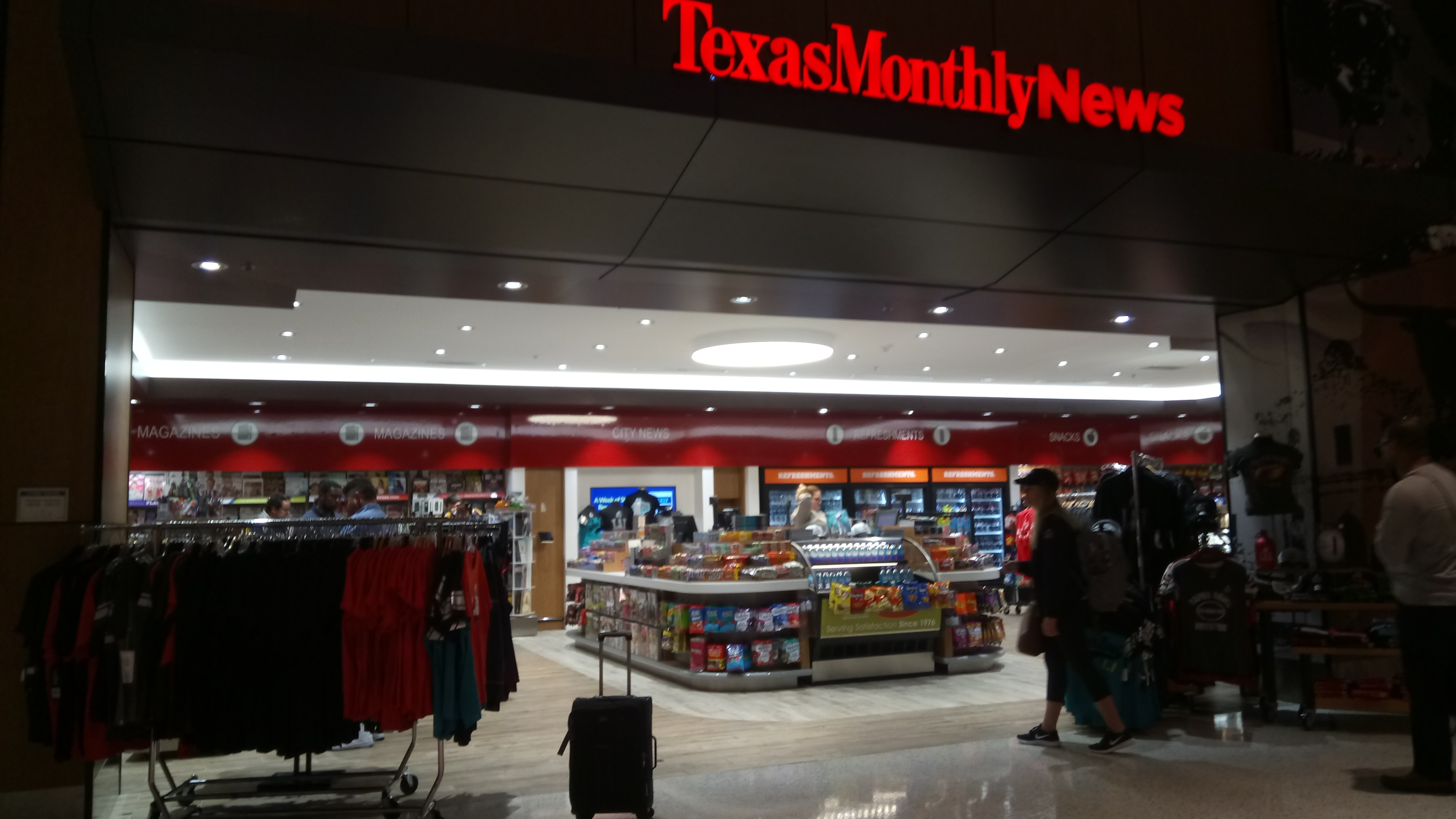
فروشگاه تگزاس مانثلی نیوز در فرودگاه بین‌المللی جرج بوش در هیوستون

تگزاس مانثلی (به سبک خاص تگزاس‌مانثلی) یک مجله ماهانه آمریکایی است که دفتر مرکزی آن در داون‌تاون آستین، ایالت تگزاس قرار دارد. تگزاس مانثلی که در سال ۱۹۷۳ توسط مایکل آر. لوی تأسیس شد، زندگی در تگزاس معاصر را شرح می‌دهد و مطالبی در مورد سیاست، محیط زیست، صنعت و آموزش به چاپ می‌رساند. این مجله همچنین موضوعات اوقات فراغت همچون موسیقی، هنر، غذاخوردن و سفر را پوشش می‌دهد. آن عضو انجمن مجله شهری و منطقه‌ای (CRMA) است.
آن در سال ۱۹۹۸ به شرکت ایمیس فروخته شد، و مدتی بعد در سال ۲۰۱۶ به قیمت ۲۵ میلیون دلار به جنسیس پارک فروخته شد، و در حال حاضر تا تاریخ ۲۰۱۹ متعلق به راندا ویلیامز است. در سال ۲۰۲۱، تگزاس مانثلی از طریق کسب مالکیت فیلیپس پروداکشنز، که بیشتر به خاطر تولید برنامه تگزاس کانتری ریپورتر معروف هستند، مبادرت به توسعه جهت تولید ویدئو کرد.

## ستاد

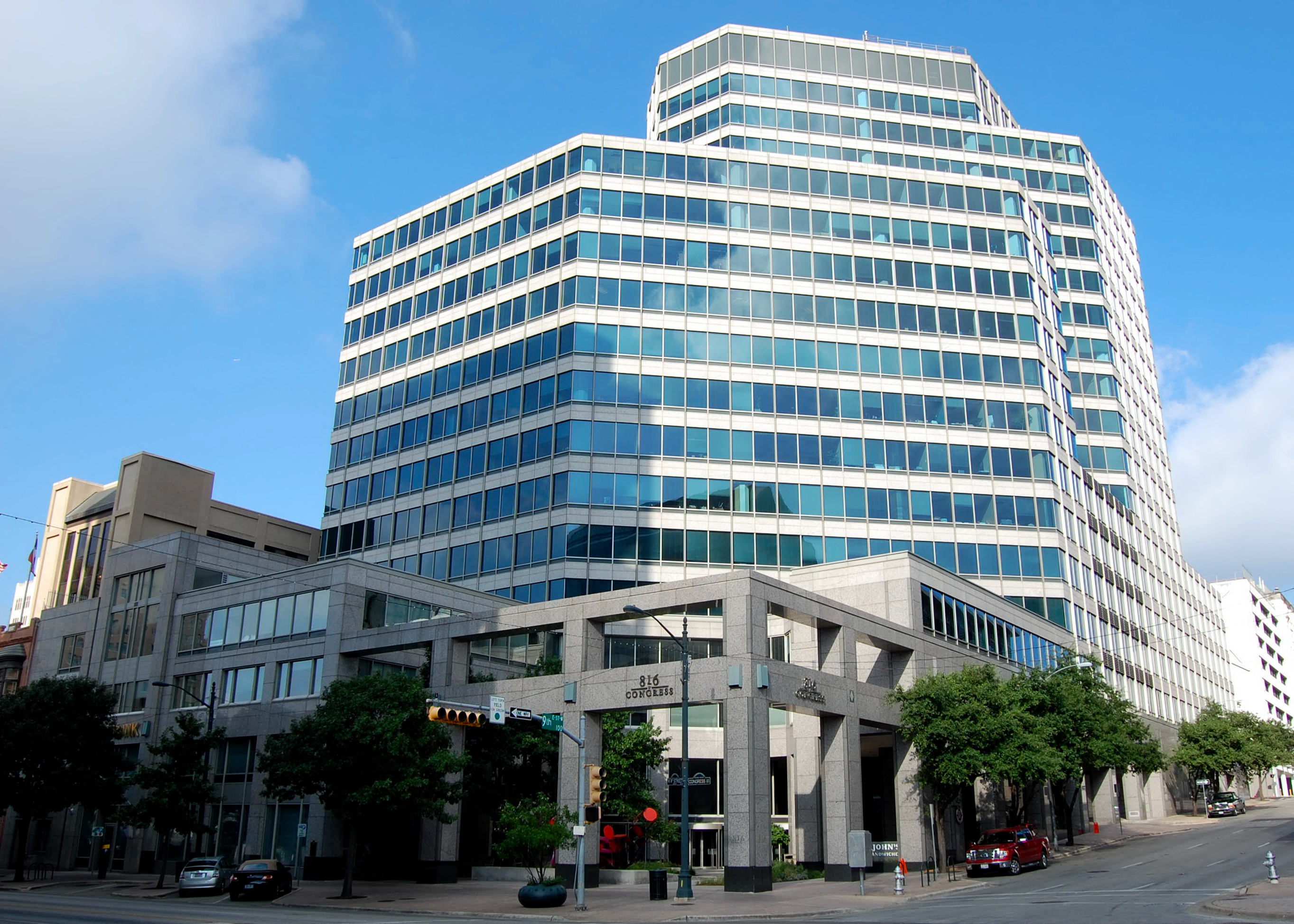
ساختمان کانگرس ۸۱۶ که دفتر مرکزی تگزاس مانثلی در آن واقع شده است.

دفتر مرکزی این مجله در ساختمان کانگرس ۸۱۶ (816 Congress Ave) در داون‌تاون آستین قرار دارد. این مؤسسه که در طبقه هفدهم ساختمان قرار دارد، دارای مساحتی بالغ بر ۲۱٬۶۱۰ فوت مربع (۲٬۰۰۸ متر مربع) است. در سال ۲۰۱۱ حدود ۸۰ کارمند داشت.
در حدود سال ۲۰۰۹، دفتر مرکزی تگزاس مانثلی به یونیورسیتی پارک، در محل سابق دانشگاه کنکوردیا نقل مکان کرد. برنامه‌ریزی شده بود تا دفتر مرکزی در تابستان ۲۰۱۱ به مکان فعلی خود در داون‌تاون آستین منتقل شود.
پیش از این دفتر مرکزی در سوئیت ۱۶۰۰ در خیابان ۷۰۱ برازوس در داون‌تاون آستین قرار داشت.